# Patrick Dunbar, 7. Earl of Dunbar

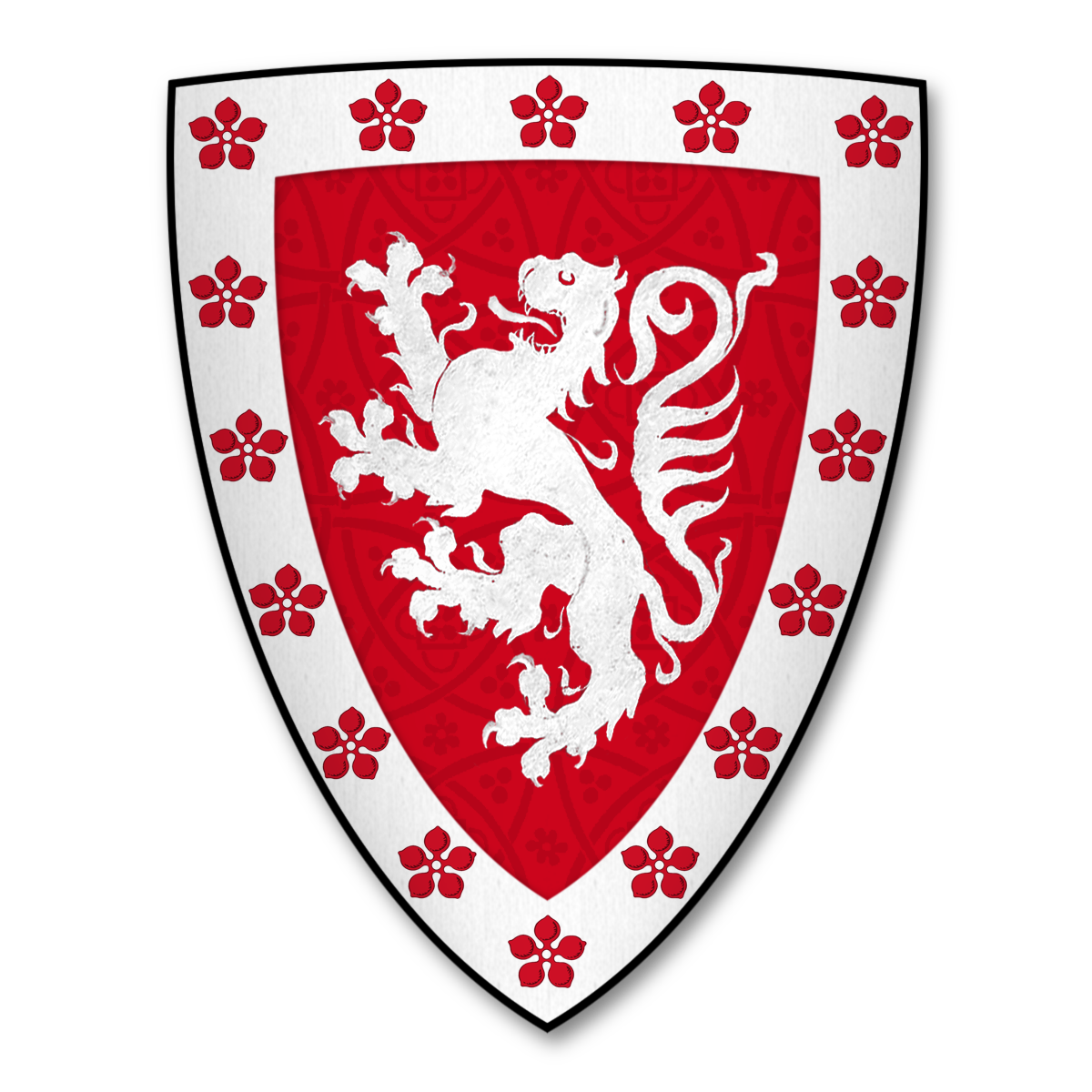
Wappen von Patrick Dunbar während der Belagerung von Caerlaverock Castle

Patrick Dunbar, 7. Earl of Dunbar (auch Patrick (IV), Earl of Dunbar; auch Earl of March; genannt Patrick with the blak Beard) (* 1242; † 10. Oktober 1308) war ein schottischer Magnat und Militär. Während des Ersten Schottischen Unabhängigkeitskriegs unterstützte er als einer der wenigen schottischen Adligen durchweg die englische Krone.

## Herkunft
Patrick Dunbar war der älteste Sohn seines gleichnamigen Vaters Patrick Dunbar, 6. Earl of Dunbar. Die Identität seiner Mutter ist nicht genau geklärt, angeblich war sie Christian Bruce, eine Tochter von Robert V de Brus, nach anderen Angaben eine Cecilia. Nach dem Tod seines Vaters 1289 erbte Dunbar dessen Besitzungen und den Titel Earl of Dunbar. Als erstes Mitglied seiner Familie bezeichnete er sich auch als Earl of March.

## Rolle während des Schottischen Unabhängigkeitskriegs
Während des schottischen Thronfolgestreits nahm er 1290 an dem schottischen Parlament in Birgham teil, dabei beanspruchte er als Urenkel von Ada, einer unehelichen Tochter von König Wilhelm I. selbst den schottischen Thron. Auf diesen Anspruch verzichtete er jedoch rasch, stattdessen unterstützte er den Thronanspruch von Robert V de Brus. Um einen Bürgerkrieg zu vermeiden, baten die schottischen Adligen den englischen König Eduard I., über die Ansprüche der Thronanwärter zu entscheiden, und am 13. Juni 1291 gehörte Dunbar zu den schottischen Adligen, die Eduard I. die Treue schwörten. Als es 1296 zum Krieg mit England kam, unterstützte Dunbar gegen den schottischen König John Balliol den englischen König Eduard I., der die Oberherrschaft über Schottland beanspruchte. Dunbars Frau Marjory unterstützte jedoch die schottische Seite. Es gelang ihr im April 1296, dass die Besatzung von Dunbar Castle ebenfalls die Seiten wechselte. Wenig später musste sich die Besatzung aber nach der schottischen Niederlage in der Schlacht bei Dunbar ergeben. Der zunächst siegreiche Eduard I. berief Dunbar im September 1296 zu einem englischen Parlament. Im Mai 1298 ernannte er ihn zum Kommandanten von Berwick und im November 1298 zum Oberbefehlshaber der englischen Truppen in Südschottland. Während des englischen Feldzugs im Sommer 1298 brachten Dunbar und der Earl of Angus den Kundschafter zu Eduard I., der den Engländern den Standort des schottischen Heers zeigen konnte. Daraufhin konnten die Engländer die Schotten in der Schlacht bei Falkirk stellen und besiegen. 1300 nahm Dunbar auf englischer Seite an der Belagerung von Caerlaverock Castle teil. Er wurde zu einem schottischen Parlament geladen, das der englische König um den 28. Mai 1305 abhielt, und gehörte dem zwanzigköpfigen Rat des königlichen Statthalters an. Er gehörte aber nicht zu den schottischen Abgesandten, die 1305 am englischen Parlament in Westminster teilnahmen. Als Robert Bruce sich im März 1306 zum König der Schotten erhob und damit gegen den englischen König rebellierte, lehnte Dunbar dies entschieden ab. In den folgenden neuen Kämpfen spielte er aber, womöglich aufgrund seines fortgeschrittenen Alters, keine aktive Rolle mehr.

## Ehe und Nachkommen
Dunbar hatte Marjory Comyn geheiratet, eine Tochter von Alexander Comyn, 6. Earl of Buchan. Sein Erbe wurde sein gleichnamiger Sohn Patrick Dunbar, 8. Earl of Dunbar.